# Loch Dochard
Loch Dochard är en sjö i Storbritannien.   Den ligger i kommunen Argyll and Bute och riksdelen Skottland, i den nordvästra delen av landet, 600 km nordväst om huvudstaden London. Loch Dochard ligger 223 meter över havet. Arean är 0,18 kvadratkilometer. I omgivningarna runt Loch Dochard växer i huvudsak blandskog. Den sträcker sig 0,3 kilometer i nord-sydlig riktning, och 0,8 kilometer i öst-västlig riktning.